# Katyn
Katyn (ruski: Каты́нь; poljski: Katyń) je naselje u Smolenskoj oblasti u Rusiji.

## Zemljopis
Katyn se nalazi oko 20 km zapadno od Smolenska i oko 60 km od granice s Bjelorusijom jedna je od stanica na međunarodnoj željezničkoj pruzi Berlin-Varšava-Minsk-Moskva.

## Stanovništvo
Prema popisu stanovništva iz 2002. godine Katyn je imao 1.737 stanovnika.

## Povijest

### Pokolj u Katinskoj šumi
U pokolju u Katinskoj šumi postrojbe sovjetskog Ministarstva unutrašnjih poslova  (poznatije kao NKVD) ubile su više tisuća poljskih časnika.

### Zrakoplovna nesreća aviona poljskog predsjednika
Tupoljev Tu-154M 36. Specijalne pukovnije Poljske srušio se u prilazu na Zračnu luku Smolensk (Smolenska oblast) pri čemu je poginulo svih 96 putnika i članova posade  uključujući poljskog predsjednika Lecha Kaczynskog.

## Vanjske poveznice
- Memorijalni centar «Katyn»  Arhivirana inačica izvorne stranice od 15. svibnja 2011. (Wayback Machine)

### Ostali projekti
|  | Zajednički poslužitelj ima još gradiva o temi Katyn |